# Malaka (Regierungsbezirk)
Der indonesische Regierungsbezirk (Kabupaten) Malaka liegt an der Südküste der Insel Timor. Er gehört zur Provinz Nusa Tenggara Timur.

## Geographie
Malaka bildet den Südosten des indonesischen Teils von Westtimor und erstreckt sich zwischen 9°18′ und 9°47′ s. Br. sowie zwischen 124°38′ und 125°05′ ö. L. Es grenzt im Norden an den Regierungsbezirk Belu, im Westen an den Bezirk Timor Tengah Utara und im Südwesten an Timor Tengah Selatan. Im Nordosten besteht die Staatsgrenze zu Osttimor und im Osten/Südosten bildet die Küstenlinie zur Timorsee eine etwa 50 km lange natürliche Grenze.

## Verwaltungsgliederung
Der Regierungsbezirk gliedert sich in zwölf Kecamatan (Distrikte) mit 127 Dörfern (Desa). Eine weitere Untergliederung erfolgt in 854 Dusun (Weiler), 954 RW (Rukun Warga, Wohnviertel) und 1.882 RT (Rukun Tetangga, Nachbarschaften).
| Code 1   | Kecamatan Distrikt          | Ibu Kota Verwaltungssitz | Fläche (km²) | Volkszählung 2020 | Volkszählung 2020 | Volkszählung 2020 | Anzahl der Dörfer 5 | Lage       |
| Code 1   | Kecamatan Distrikt          | Ibu Kota Verwaltungssitz | Fläche (km²) | Einwohner 2       | 0Dichte 30        | Sex Ratio 4       | Anzahl der Dörfer 5 | Lage       |
| -------- | --------------------------- | ------------------------ | ------------ | ----------------- | ----------------- | ----------------- | ------------------- | ---------- |
| 53.21.01 | Malaka Tengah Zentralmalaka | Betun                    | 168,69       | 39.647            | 235,0             | 100,3             | 17                  | Norden     |
| 53.21.02 | Malaka Barat Westmalaka     | Besikama                 | 87,41        | 22.633            | 258,9             | 95,1              | 16                  | Süden      |
| 53.21.03 | Wewiku                      | Alkani                   | 97,90        | 18.633            | 190,3             | 97,0              | 12                  | Südspitze  |
| 53.21.04 | Weliman                     | Knoi Laran               | 88,25        | 19.711            | 223,4             | 97,1              | 14                  | Süden      |
| 53.21.05 | Rinhat                      | Biudukfoho               | 151,72       | 13.508            | 89,0              | 98,9              | 20                  | Südwesten  |
| 53.21.06 | Io Kufeu                    | Fatuao                   | 67,79        | 8.142             | 120,1             | 94,0              | 7                   | Westen     |
| 53.21.07 | Sasitamean                  | Kaputu                   | 65,48        | 8.876             | 135,6             | 99,8              | 9                   | Westen     |
| 53.21.08 | Laenmanen                   | Eokpuran                 | 94,02        | 12.704            | 135,1             | 102,9             | 9                   | Nordwesten |
| 53.21.09 | Malaka Timur Ostmalaka      | Boas                     | 83,28        | 9.997             | 120,0             | 98,6              | 6                   | Osten      |
| 53.21.10 | Kobalima Timur Ostkobalima  | Maroma Rai               | 96,11        | 6.453             | 67,1              | 91,9              | 4                   | Nordosten  |
| 53.21.11 | Kobalima                    | Raihenek                 | 120,95       | 18.370            | 151,9             | 96,2              | 8                   | Osten      |
| 53.21.12 | Botin Leobele               | Sarina                   | 39,03        | 5.224             | 133,9             | 94,8              | 5                   | Zentrum    |
| 53.21    | Kab. Malaka                 | Kab. Malaka              | 1.160,63     | 183.898           | 158,5             | 97,8              | 127                 |            |

## Einwohner
Mitte 2022 leben im Regierungsbezirk 197.531 Menschen, davon 97.238 Männer und 100.293 Frauen (50,77 %). Von dieser Gesamteinwohnerzahl sind 60,20 % ledig, 35,82 % verheiratet, 0,42 % geschieden und 3,57 % verwitwet. Im arbeitsfähigen Alter (15–64) sind 68,49 % oder 135.284 Personen; 23,81 % sind Kinder und 7,70 % im Rentenalter. Das Christentum ist vorherrschende Religion (179.591 oder 90,92 % Katholiken bzw. 15.462 oder 7,83 % Protestanten). Zum Islam bekannten sich lediglich 1,23 % (2.426 Menschen).
In ihrer Mehrzahl gehören die Einwohner zu den Ethnien der Tetum und der Bunak, die größtenteils sonst im benachbarten Osttimor leben.

## Geschichte
Im Gebiet von Malaka liegen mit Laran und Wewiku die Zentren des alten Reichs von Wehale, das früher das kulturell-religiöse Zentrum Timors war.
Antonio Pigafetta, ein Mitglied der Magellanexpedition, besuchte Timor kurz im Jahre 1522. Er berichtet von vier Hauptkönigen auf Timor, die Brüder waren: Oibich, Lichisana, Suai und Canabaza. Oibich war der Oberste der vier. Oibich konnte man Wewiku zuordnen, das in späteren Quellen als Stützpunkt Wehales bezeichnet wird. Suai ist Hauptstadt der heute osttimoresischen Gemeinde Cova Lima und bildete wahrscheinlich mit Camenaça (Kamenasa, Canabaza, auch Camenaça oder Camenasse) ein Doppelreich. Lichisana wird mit Liquiçá gleichgesetzt. Da Lichisana und Suai-Canabaza Wehale tributpflichtig waren und alle diese Reiche im Zentrum und Osten Timors lagen, wurden sie von den Portugiesen später als Provinz von Belu (auch: Belos oder Behale) zusammengefasst. Eisen war bekannt, aber es war keine Schrift in Gebrauch. Die Bevölkerung betrieb traditionelle, animistische Praktiken.
Am 26. Mai 1641 besiegte der portugiesische Heerführer Francisco Fernandes eine Streitmacht des Liurais von Wehale an der Grenze zu Mena. Die Portugiesen begannen daraufhin unter Fernandes mit einer groß angelegten Militäraktion, um ihre Kontrolle auf das Inselinnere auszuweiten. Die vorangegangene Christianisierung unterstützte die Portugiesen bei ihrem schnellen und brutalen Sieg, da ihr Einfluss auf die Timoresen den Widerstand bereits geschwächt hatte. Fernandes führte den Feldzug mit nur 90 portugiesischen Musketieren durch. Unterstützt wurde er aber von zahlreichen timoresischen Kriegern. Er zog zunächst durch das Gebiet von Sonba’i und eroberte bis 1642 das Königreich Wehale, das als religiöses und politisches Zentrum der Insel galt.
Als 1749 ein portugiesischer Angriff auf die niederländische Besitzung Kupang in einem Desaster endete, brach die portugiesische Herrschaft in Westtimor zusammen. Ein Großteil der regionalen Herrscher schlossen 1756 Verträge mit der niederländischen Ostindien-Kompanie. Darunter auch ein Jacinto Correa, König von Wewiku-Wehale und Großfürst von Belu, der auch im Namen vieler Gebiete im Zentrum Timors den dubiosen Vertrag von Paravicini unterschrieb, darunter auch für Wewiku, das noch immer zur Einflusssphäre Wehales gehörte. Das Gebiet kam zumindest nominell unter niederländische Vorherrschaft. Erst 1906 wurde das Gebiet von Wehale endgültig in die Kolonialstruktur der Niederländer integriert, der lokale Herrscher verblieb. Tamira Ailala kam erst nach der finalen Grenzziehung 1916 zu Westtimor.
1916 gründeten die Niederländer die Regierungsbezirke Belu Tasi Feto und Malaka. Belu stand unter der Herrschaft vom Raja von Jenilu, Malaka unter dem Liurai Tere Seran. Nächstgelegener Sitz der niederländischen Kolonialverwaltung war Atapupu, später Atambua. 1924 wurden beide in einem Regierungsbezirk vereinigt.
Am 11. Januar 2013 wurde Malaka vom Regierungsbezirk Belu als eigener indonesischer Regierungsbezirk abgespalten. Hierbei gab Belu 47,5 % seiner Fläche (1.160,63 von 2.445,60 km²) und 46,3 % seiner 2012er Bevölkerung (186.622 von 402.925) ab, ebenso 127 seiner 208 Dörfer und die Hälfte der Kecamatan.